# Zelezna Baba-barlang
A Zelezna Baba-barlang Magyarország megkülönböztetetten védett barlangjai között van. Régészeti leletek kerültek elő belőle. A Duna–Ipoly Nemzeti Parkban található. Fiatal, porózus mészkőben kevés barlang alakult ki Magyarországon. Ezért különleges az ilyen kőzetben létrejött Zelezna Baba-barlang.

## Leírás
Az Etyeki-dombság keleti peremén, Sóskút északi részén, a 173 méter magas Kálvária-hegy Benta-patak felöli oldalán elhelyezkedő sziklavonulat északi végén messziről felismerhető a faragott, régi kőbányára utaló meredek sziklafal. A felhagyott, bozótos kőbánya tövében, a fal közepén nyílik a Zelezna Baba-barlang 6,5 m széles, 5,5 m magas, átalakított jellegű, szabálytalan alakú, vízszintes tengelyirányú bejárata.
A barlang miocén (lemezes, pados) mészkőben karsztvízszint alatti oldódás miatt jött létre. Lehet, hogy sóskúti mészkő, vagy tinnyei mészkő a barlang befoglaló kőzete. Az egyszintes barlang térformája elágazó. Jellemző szelvénytípusa a háromszög. A kőbányászat miatt elpusztult a kb. 15 m hosszú külső része. A barlang két ága kb. 10-15 m hosszú, magassága kb. 1–1,5 m, szélessége 2-3 m. Néhány gömbüst és ujjbegykarr is látható a barlangban, néhány helyen pedig fosszilis kagylók figyelhetők meg benne. A mennyezet kemény kőzetrétegében sok oldódási nyom van.
Az egész barlangra jellemző a tűzkő előfordulása. Mindenhol kvarckavicsok vannak a kőzetben. Az üreg vízszintes kiterjedése 46 m. Nyest, vagy róka szokta használni az otthagyott maradványok alapján. Néhány helyen penészgomba, a bejárati részen alga található. A lezáratlan barlang engedély nélkül, barlangjáró alapfelszereléssel és könnyen járható.
Bronzkori és római kori régészeti leletek kerültek elő kitöltéséből. A barlang régészeti lelőhely-azonosító száma 11446.
A Remény-terem nevű rész a továbbjutási lehetőség miatt kapta nevét. A Zelezna Baba-barlang név először egy 1976-ban írt kéziratban szerepel, és ez a név először 1984-ben jelent meg nyomtatásban. Előfordul a barlang az irodalmában Babó-lyuk (Kraus 2002), Babólyuk (Torma 1986), Sóskuti-barlang (Kordos 1984), Sós-kuti-barlang (Bertalan, Schőnviszky 1976), Sóskúti-barlang (Kraus 2002), Sóskúti barlang (Bertalan 1976) és Zelezna Baba (Halász 1963) neveken is.

## Kutatástörténet
Az 1920-as években itt működött kőbánya miatt nagyon gyorsan lepusztult a barlang külső része. A bányászat idején a követ a barlang előtti sziklapárkányig lefejtették. Az 1935. évi Erdészeti Lapokban megjelent, Földváry Miksa által írt publikációban olvasható, hogy a barlang a székesfehérvári magyar királyi erdőhivatal közlése szerint Sóskút északnyugati felében, a kálvária oldalában, sziklás és kopár területen helyezkedik el, és két szűk bejárata van. Egy kb. 8 m széles előcsarnok következik a keskeny bejárat után. Az előcsarnokból régen tovább lehetett menni, de már nem járható, mert a barlang mennyezete beomlott. Fésűket és egyéb használati tárgyakat találtak benne. A székesfehérvári káptalan birtokához tartozik a barlang.
Halász Árpád 1939. augusztus 20-án járt a barlangban. Ebben az évben készített egy fényképet, amely a barlang bejáratát mutatja be, és egy távolról fényképezett képet, amelyen a barlang bejáratának környéke látható. Megrajzolta a barlang alaprajz térképvázlatát és hosszmetszet (K–Ny irányú) térképvázlatát. A két térképvázlaton 1:500 méretarányban van bemutatva a barlang. Készített két helyszínrajzot, amelyeken megfigyelhető a barlang földrajzi elhelyezkedése. Halász Árpád 1940. június 18-án feljegyezte, hogy sok szájhagyomány fűződik a barlang keletkezéséhez. Például az, hogy a barlangbejárattól 1,5 km-re van egy vasajtó, az ajtó mögött pedig embereket végeztek ki. Egy másik történet szerint Etyekre egy 15 km hosszú alagút vezet, de még nem találták meg.
1940. december 8-án rögzített Halász Árpád egy történetet, mely szerint a török uralom idején a sóskútiak ide menekültek, amikor azt hallották, hogy jön az ellenség. Néhány nap múlva a török lovascsapatok megérkeztek a faluba, de nem találtak ott senkit. Az egyik portyázó csapat a barlang előtti völgybe ment és itt egy asszonyt találtak, aki a patakban ruhákat mosott gyanútlanul. A csapat vezére megfenyegette az asszonyt, aki felmutatott a barlang felé és azt mondta, hogy ott vannak a falusiak. A vezér azonnal levágta az asszony kezét, a barlangot pedig forró mésszel befalazták. A bujdosók ezért meghaltak. A történet másik változata szerint nem használtak forró meszet a falazáshoz. Néhány évtizeddel ezelőtt egy kovácsműhely volt a barlang, amely a kőfejtés miatt elpusztult.
Nagyon valószínű, hogy a jelenlegi bejáratból hiányzik egy körülbelül 10–15 méteres rész. Halász Árpád 1941. december 7-ei feljegyzése szerint a barlangban tavaly folytatták a kutatást, akkor egy emberkoponya-töredék és cserépdarabok kerültek felszínre. A barlang legbelső részéig lehet követni az ember itt tartózkodásának nyomait. Halász Árpádék próbaásást végeztek egy-két helyen, de kevés eredménye volt. A barlang talaja nagyon lejt délnyugat felé. Egy kis folyosóban végződik 60 méter után, itt a humusz és az agyag teljesen elzárja a továbbjutást. Körülbelül négy métert lehetett haladni többszöri próbálkozás után. A folyosó az elején szögletesre és a teteje látszólag simára van faragva. Ez lehet az Etyekre vezető, mesterségesen tágított folyosó. Egy darabig be tudott világítani és azt látta, hogy egy-két méter után kényelmes szélességű lesz a folyosó és be lehetne jutni, megfelelő előkészületekkel.

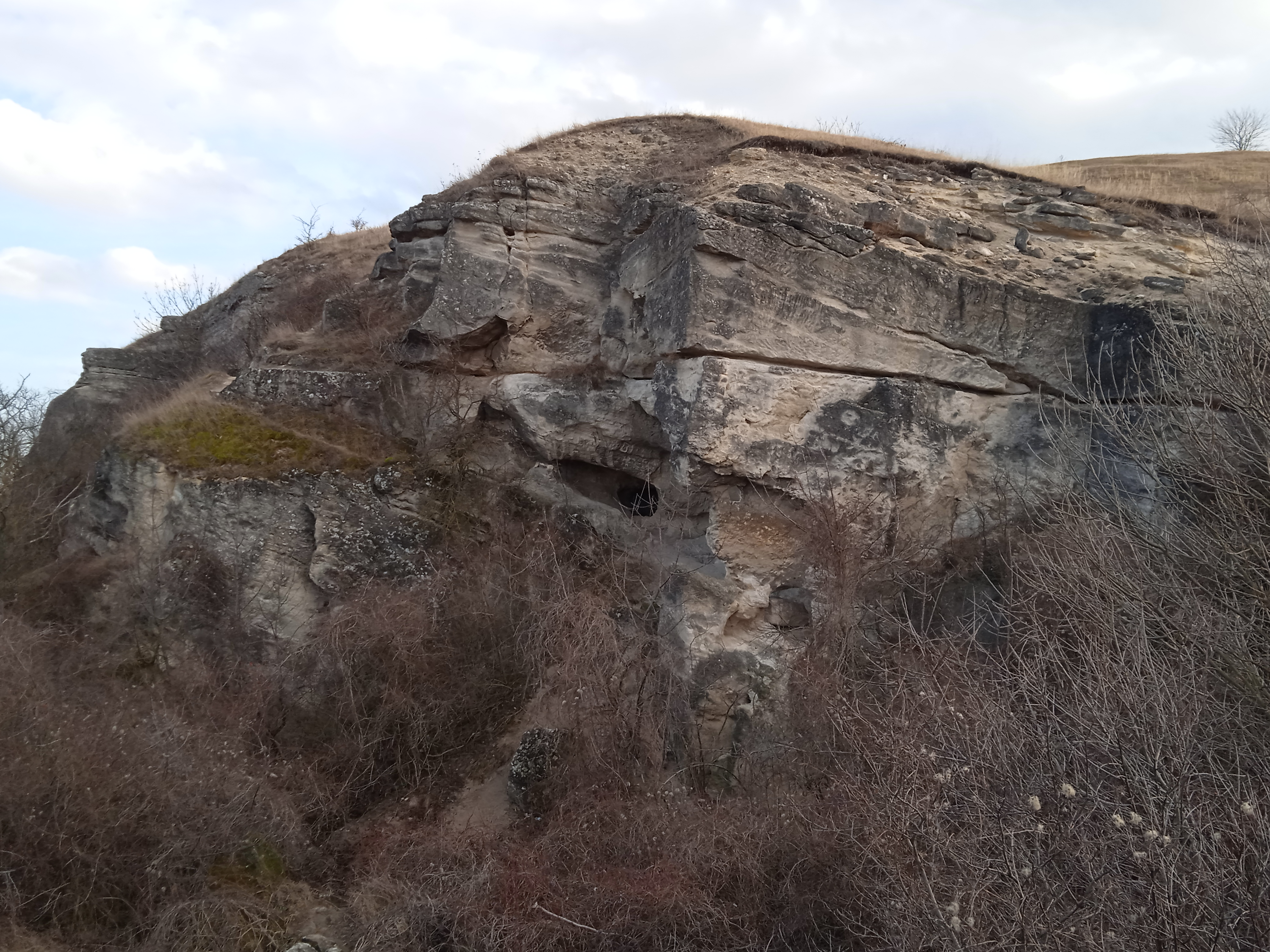
A Zelezna Baba-barlang bejárata

Visszaúton a barlangnak lentről számított második termébe értek és itt pihentek, majd átnézték a teremben lévő, járható méretű lyukakat. Az egyik folyosó elől mázsás köveket távolítottak el és kézzel ástak a kövek között, ám eredmény nélkül. A terem kör alakú mennyezetén látni egy üstszerű bemélyedést és kúp alakúan emelkedik a talaj alatta. A mennyezeten ismeretlen szerzők, talán turisták koromrajzai láthatók. A terem szélein, különböző irányba öt folyosó nyílik. Közülük kettő délkeleti irányba halad a terem alatt. A többi folyosó közül az, amelyik az északi oldalon nyílik és néhány méter után véget ér, a főfolyosóval párhuzamos. Egy kis pihenő után, az első terem baloldali elágazásában egy kis futóárkot ástak, amelyből néhány díszített perem került elő. A bejárás után megnézték a főbejárat mellett nyíló mellékbarlang üregét, amely teljesen zárt boltozatszerű.
Bent egy barna tónusú, finoman iszapolt, díszítetlen, lapos aljú, belül félgömb alakú, kifelé hajló oldalú táltöredék, egy lineáris vonalakkal díszített, teljesen kihajló peremű és fekete korsóperem töredék, egy díszítetlen, barnásfekete, durván iszapolt, belső felén simított és kihajló peremű edényperem töredék, egy belső felén vörös-barna bevonatos, durván iszapolt és kívül durván simított, edényoldalfal töredék, egy simított, díszített töredék, oldalt csavaros, egy centiméteres, kiemelkedő dudoros és barnásfekete foltos töredék, egy népvándorlás kori, korongon készült, szürke és finom iszapolású korsóaljtöredék, egy fekete, fényes, simított, durván iszapolt, jól égetett és díszítetlen edénytöredék, egy díszített, kívül durva, belső felén simított edénytöredék, amelynek a díszítése kiemelkedő szalagba mélyített ujjbenyomásokból áll, egy durván iszapolt, barna tónusú és kézzel gyúrt kavicsszemeket tartalmazó edényalj és egy égetett, kihegyezett és ismeretlen állat lábszárcsontja került elő. A leletek nagy részét az Érdi Múzeumnak ajándékozta Halász Árpád.

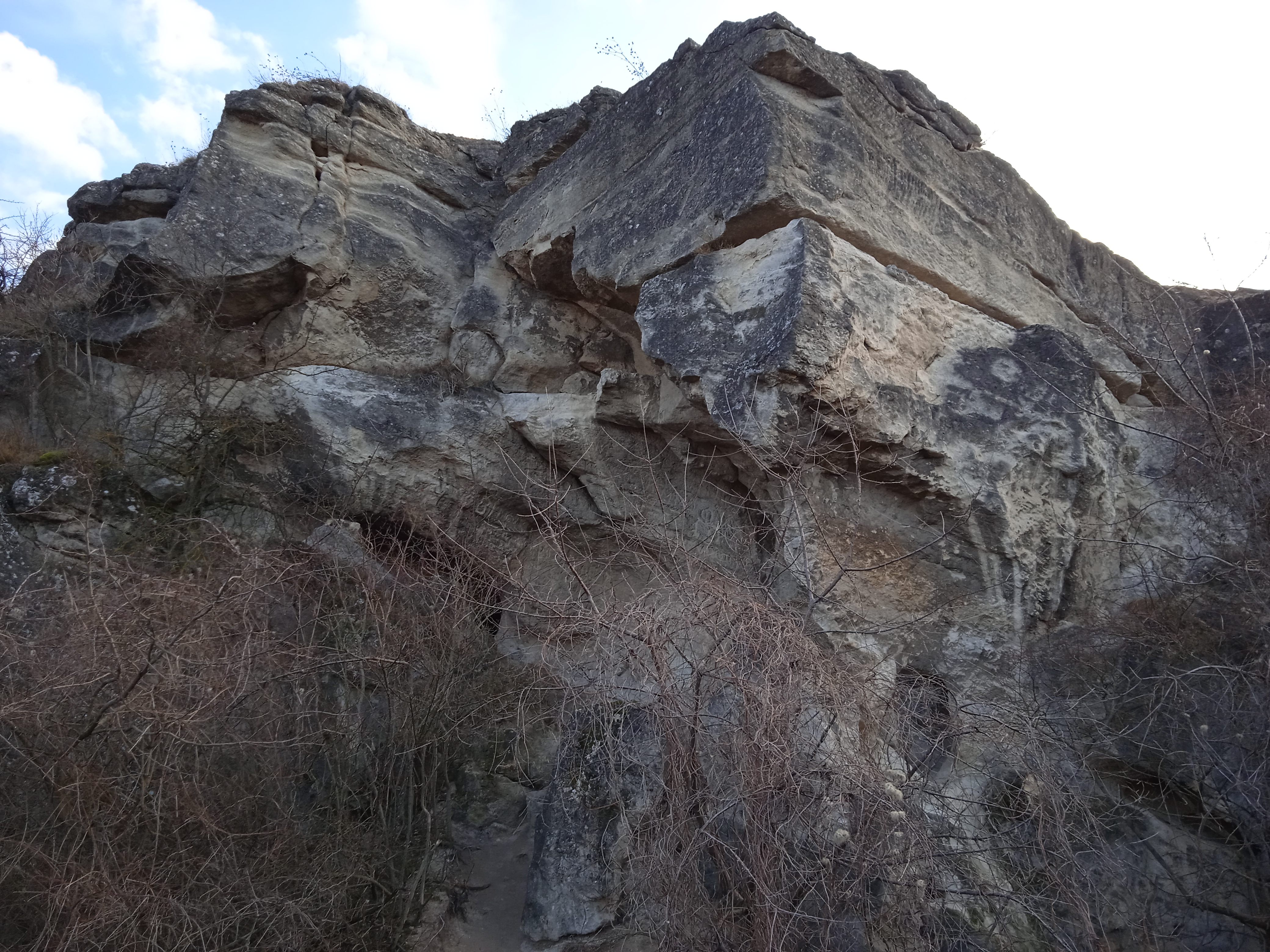
Zelezna Baba-barlang, a bejárat környéke

Az 1963. október 25-én készült, Halász Árpád által írt jelentésben az olvasható, hogy 1939-ben Molnár Gábor közölte vele: Sóskút közelében találtak egy barlangot, amely a templomtól 250°-ra, kb. 1 km-re, a nagy kőfejtőtől 240°-ra, kb. 1,5 km-re, 197 m tengerszint feletti magasságban helyezkedik el. A völgytalptól 80 m-rel magasabban lévő mészkőtömb É-i végén található a barlangbejárat. 15–20° dőlésszögű, vastagpados, réteges, kemény, tömött, 6–7-es keménységű, szarmata mészkőben keletkezett a barlang. Befoglaló kőzete a nagy kőfejtő mészkövétől különbözik. Kitöltése kb. 1 m vastag és agyagból, humuszból, valamint kőzettörmelékből áll. Valószínűleg egy tektonikus mozgás következtében kialakult, ÉK–DNy irányú repedés mentén, hideg forrásvíz hatására oldódott ki a barlang.
5 m átmérőjű teremmel kezdődik a bejárat, utána egy hosszú folyosón lévő termekből áll. Kis kupolák és gömbfülkék vannak a termek mennyezetén. A főbejárattól D-re egy 5 m átmérőjű, zárt terem mélyül a mészkőbe, s innét különböző irányokba, több kicsi, (50 cm átmérőjű) ismeretlen hosszúságú folyosó nyílik. 1939. augusztus 20-án a bejárattól 5 m-re 8 °C-ot, a bejárattól legtávolabbi ponton 6 °C-ot mért Halász Árpád. A bejáratnál a külső hőmérséklet 30 °C volt. Befelé irányuló légmozgást és nagyon nedves, párás levegőt észlelt, de nem mérte a páratartalmat.

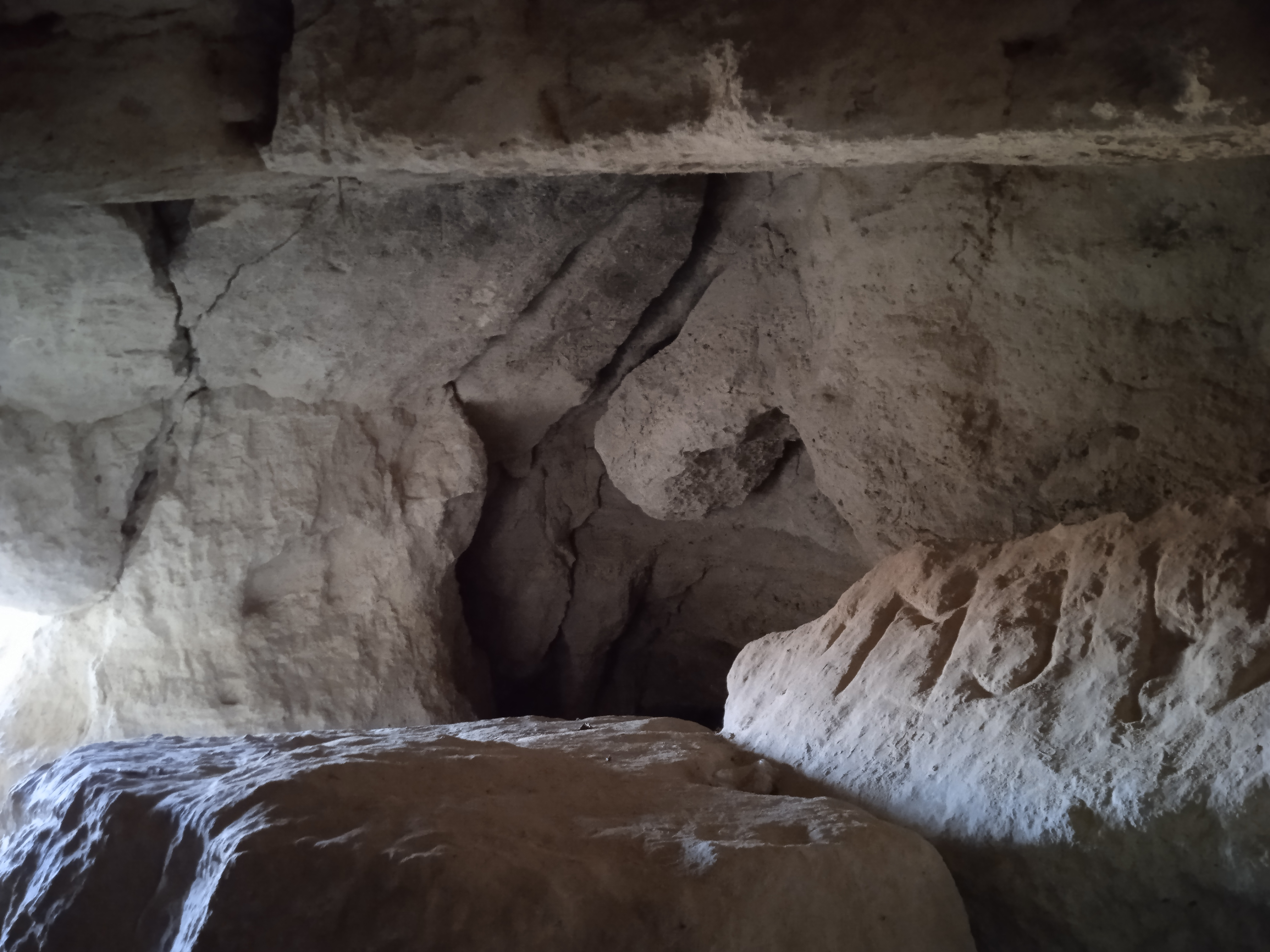
A Zelezna Baba-barlang belseje

Kitöltése bolygatott, valószínűleg 1935-ben változtatták meg a Székesfehérvári Múzeum által végzett ásatáskor. Az ősember kihasználta kedvező fekvését, mert alkalmas volt arra, hogy lakhely legyen. A Benta-patak közel van és a víz segítségével, valamint az agyagból könnyen elkészítette edényeit. A felszínen őskori, vörös és fekete, kézzel gyúrt cserépdarabokat, nem meghatározott embercsontokat és állatcsontokat lehet találni, de Halász Árpád csak egy vastag, emberi koponyatöredéket talált a felszínen. A kitöltés felső rétege fekete humusz, egy–másfél méter vastag, kicsit agyagos és ebben találta az őskori cseréptöredékeket. A barlang előtti sziklapárkányon, valamint az I. és II. számú teremben van a legtöbb lelet, ezért valószínű, hogy a barlang legbelső részeit nem használta az ősember. A bejárat utáni teremben egy négy méter hosszú, egy méter magas, másfél méter széles, lapos, leszakadt sziklatömb van. Nagyon pusztul a barlang, mert sok kőzetdarab hullott az oldalfalakról és a mennyezetről a járószintre.
Állatnyomok közül csak rókanyomot fedezett fel. Denevérek tanyáznak a hátsó termek keskeny, magasabb részein. Zöldes penészgomba borítja több helyen a falakat. A bejáratát egykor befalazták. Az első teremben új tűzhelynyomok és kormos falak vannak. 70 méter hosszú. A járatok alaprajzi hossza körülbelül 50 méter, a mellékágak 20 méter hosszúak. A barlang lejtésszöge a bejárattól az 5-ös számú teremig körülbelül 20–25°. Halász Árpád szerint a tengerszint feletti magasságot meg kell állapítani, fel kell tárni, el kell készíteni a barlang térképét, szelvényezését, fénykép-dokumentációját, esetleg ásatást kell végezni benne.

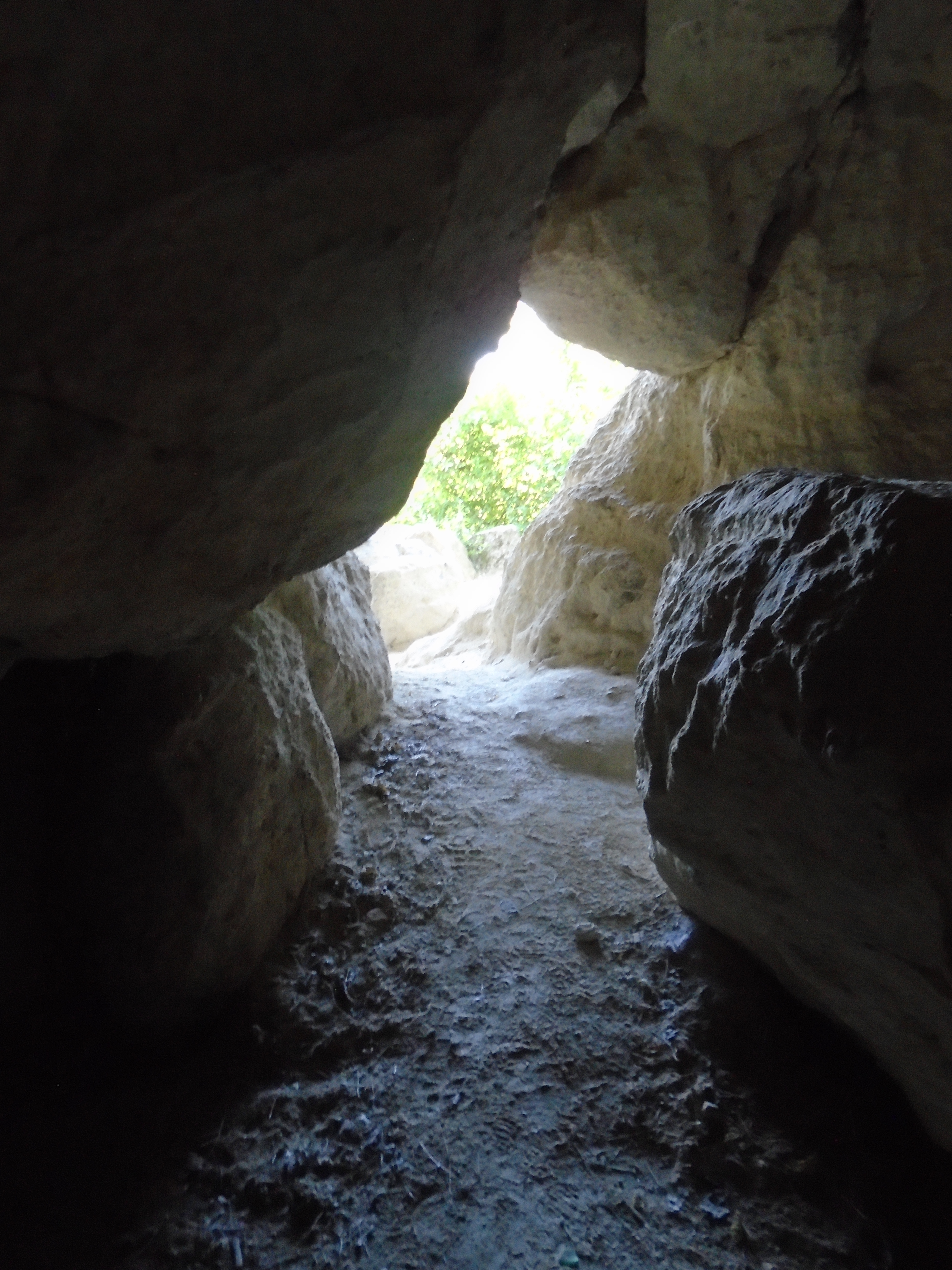
Zelezna Baba-barlang, a jobb oldali ág bejárata belülről fényképezve

Az 1963. október 29-én készült, Halász Árpád által írt szpeleográfiai terepjelentés szerint a Zelezna Baba-barlang Sóskúton, a sóskúti templomtól 315°-ra, kb. 1,2 km-re, a sóskúti kőfejtőtől 240°-ra, 1500 m-re, a Kálvária-hegy É-i végén, kb. 197 m tengerszint feletti magasságban található. Az előző adatok 1939-ben lettek lejegyzetelve és egy 1929-ben kiadott (1:50.000 méretarányú) Érd és környéke térkép alapján lettek megállapítva. Elfalazást, bővítést, kormozást, kőrakást és tűzhelyet látott a barlangban. 1935 körül a Székesfehérvári Múzeum ásatást végzett benne. Az inaktív forrásbarlangot Halász Árpád Molnár Gábor szóbeli kérésére kutatta át. A barlang alkalmas a kiépítésre és arra, hogy a kiépítés után, turista úticélként legyen hasznosítva.
A barlang réteges (15–20° dőlésű) szarmata mészkőben jött létre. Sok bolygatott agyag, homok, kőtörmelék, humusz és kevés nem fejlődő cseppkő van benne. A kitöltése közepesen vastag. Sok cseppkövet letörtek a látogatók. A 70 m hosszú barlangot karsztvíz hozta létre. A főág kb. 50 m hosszú, a mellékágak 20 m hosszúak, a barlang vízszintes kiterjedése pedig 5 m. Van egy terme, amelyben kis gömbfülkék vannak. A falakon kevés anemolit figyelhető meg. A bejárattól 5 m-re 8 °C-ot a bejárattól legtávolabbi ponton 6 °C-ot mért Halász Árpád. A külső hőmérséklet 30 °C volt. Befelé irányuló légmozgást és nedves, párás levegőt észlelt. Előfordul benne róka, denevér, bagoly és penészgomba. A barlang vizsgálata közben csontokat és cserepeket talált. A törökök idejében laktak benne és a barlangról szóló jelentésben le van írva a hozzá fűződő szájhagyomány.
Az 1964. évi Karszt- és Barlangkutatási Tájékoztatóban, a Halász Árpád által írt cikkében az olvasható, hogy a Zelezna Baba-barlang a Sóskút végén található Kálvária-hegy K-i felén, a malommal szemben helyezkedik el. A sóskúti templomtól kb. 1 km-re, 250°-ra, a sóskúti nagy kőfejtőtől kb. 1,5 km-re, 240°-ra fekszik a barlang. 197 m tengerszint feletti magasságban van a barlangbejárat. Halász Árpád az adatokat egy 1:25.000 méretarányú térkép alapján állapította meg. A Benta-patak folyik a barlang előtt lévő völgyben. 1939-ben Molnár Gábor közölte Halász Árpáddal, hogy Sóskút közelében találtak egy barlangot, amelynek a helyi neve Zelezna Baba. 1940. június 18-án bejárták Halász Árpádék a barlang kb. 8–9 m-es részét. Harmincszor keresték fel a következő években és ekkor kutatóárkot ástak, feltérképezték és járhatóvá tették az eltömődött részeket. A barlangot szerinte nem említették a szakirodalomban. Körülbelül 1936-ban Schőnviszky László járt benne és Schőnviszky László szerint régebben nagyobb volt.

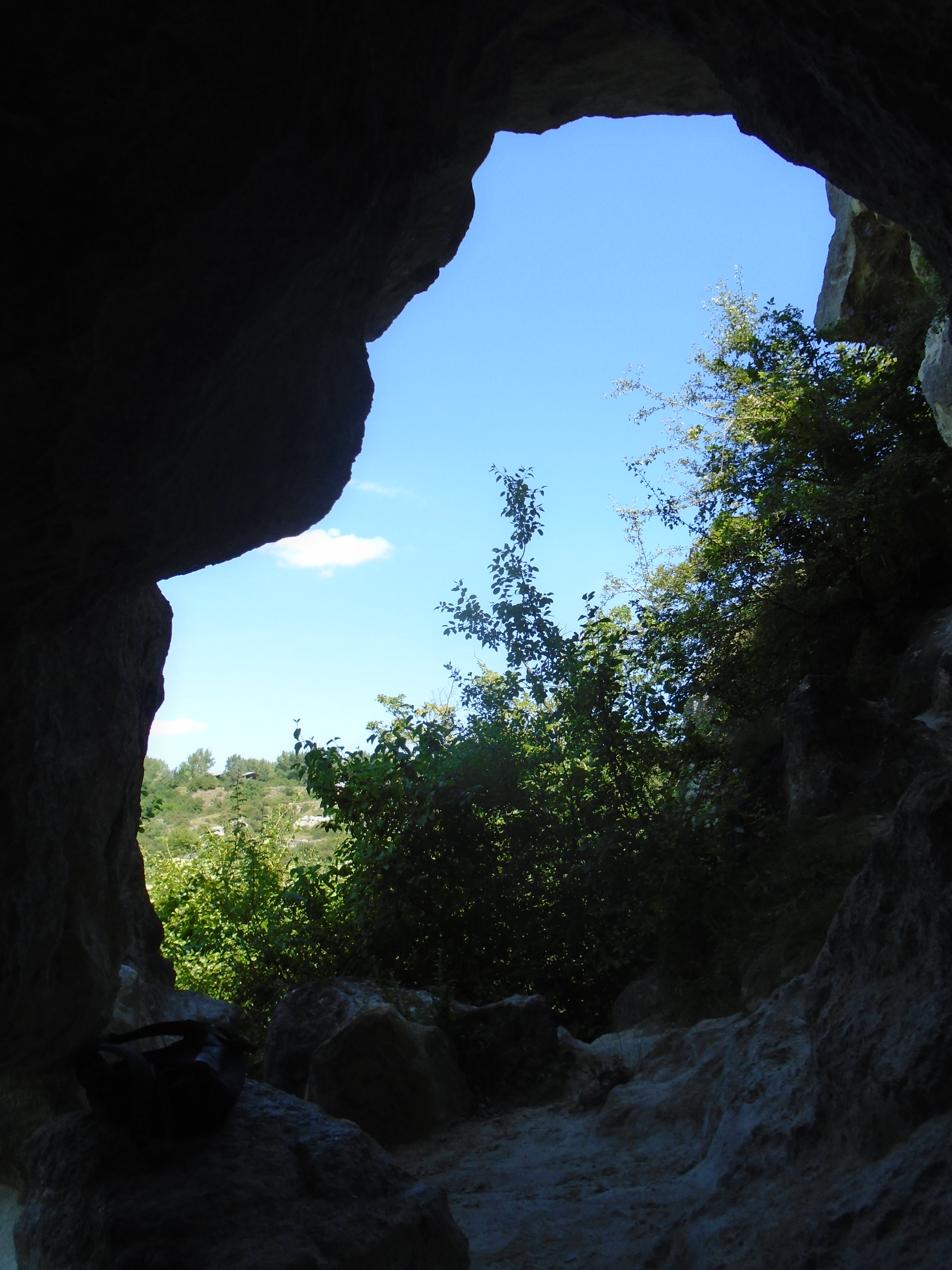
Zelezna Baba-barlang, a jobb oldali ág bejárata belülről fényképezve

Kemény, vastagpados, réteges, tömött, hat–hetes keménységű, szarmata mészkőben alakult ki. 260 fok irányban 15–20 fokkal dől. A sóskúti, nagy kőfejtő anyagától különbözik a befoglaló kőzete. A kitöltés körülbelül egy méter vastag humusz, agyag és mészkőtörmelék. Egy öt méter átmérőjű teremmel kezdődik, amelyből egy folyosó indul és a folyosó mentén termek vannak. Régen nagyobb volt a bejárat. 1928-ban egy körülbelül 15 méteres szakaszt lebányásztak a barlangból. A termek tetején kupolák és kis gömbfülkék figyelhetők meg. A főbejárat mellett, körülbelül két méterre egy zárt, öt méter átmérőjű terem van.
A teremből néhány kicsi, 50 centiméter átmérőjű, ismeretlen hosszúságú folyosó ágazik ki különböző irányokban. A bejárat utáni teremben egy négy méter hosszú, egy méter magas és másfél méter széles, lapos sziklatömb található, amely valószínűleg leszakadt a folyosó mennyezetéről. A barlang nagyon pusztul, mert a falakról és a tetőről sok kődarab lehull. A barlang talpszintje nagyon délnyugat felé lejt és a kitöltés teljesen elzárja az utat 60 méter után. Körülbelül négy métert sikerült előrejutni sok próbálkozás után. A folyosó eleje szögletesre, a teteje majdnem simára van faragva. Ez a mesterségesen tágított rész állítólag Etyekre vezet. Lámpafénynél látható, hogy kényelmes szélességű lesz a folyosó egy, vagy két méter után.
A barlang végpontjától számolt, második teremnek a kör alakú mennyezetén üstszerű mélyedés figyelhető meg és a talaj alatta kúpszerűen emelkedik. A turisták által származó kormozás látható a kupola tetején. Öt, különböző irányba haladó folyosó nyílik a nagy terem szélein. Kettő délkeleti irányban fekszik a terem alatt. A fő folyosóval párhuzamos, északi oldalon nyíló folyosónak néhány méter után vége lesz. Egy kis futóárkot ástak az első teremnek a bal oldali elágazásában és az árokból néhány, díszített edényperem került elő. A barlang 70 méter hosszú, a mellékágak 20 méter hosszúak. A barlang lejtése körülbelül 20–25° a főbejárattól az ötödik teremig. 1939. augusztus 20-án a barlang bejáratánál 30 °C, a bejárattól öt méterre 8 °C, a barlang legtávolabbi pontján 6 °C volt a levegő hőmérséklete.
A barlangi levegő nagyon nedves, párás volt, de nem történt páratartalom mérés. A barlang az egyik bizonyíték arra, hogy kemény, vékonypados, szarmata mészkőben is keletkezhet jelentős méretű barlang és ezért érdemes ebben a kőzetben is barlangokat keresni. A barlang tudományos és történelmi szempontból érdekes, mert lakhelynek használta az ősember, de az idegenforgalom számára nem fontos. A barlangot érdemes kutatni és a barlanggal érdemes foglalkozni és a barlangi kitöltést el kell távolítani. A méretei alapján közepes nagyságú barlangrendszerré lehetne bővíteni új járatok feltárásával. A kiterjedése alapján déli irányban található, új járatokra lehet számítani.

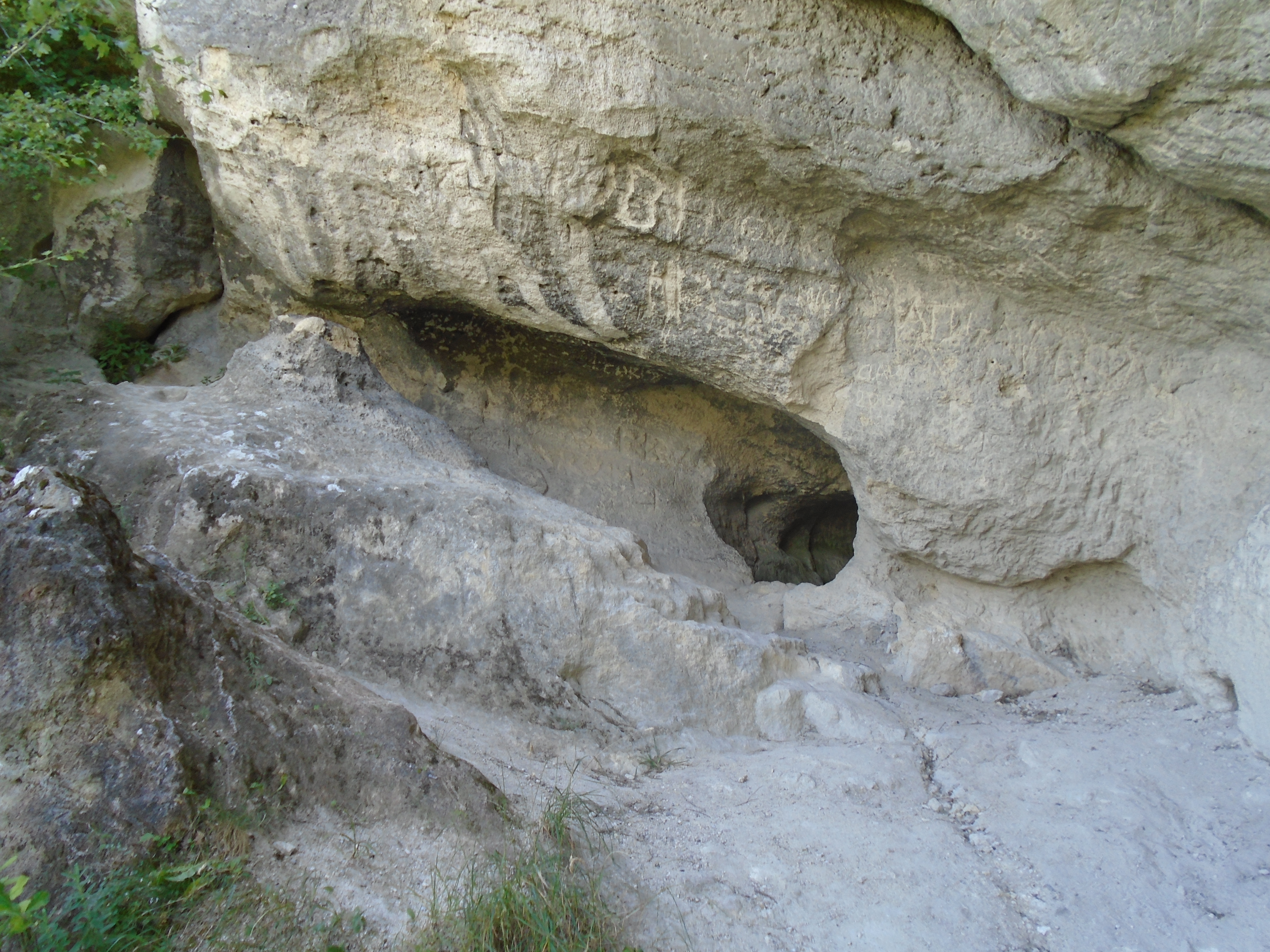
Zelezna Baba-barlang, a Remény-ág bejárata jobbról fényképezve

Mihály Péter 1964-ben, a lejtő hegyoldalon, a barlangbejárat előtt cserepeket és embercsontokat talált, amelyek valószínűleg a barlangnak a belső előterében kiásott, mély, szabálytalan alakú gödörben lehettek előzőleg. Késő bronzkori és az urnasíros kultúrához sorolható egy turbántekercses tálperem, valamint egy urna válltöredéke, amelynek kerek átfúrású füle van. A Halász Árpád által 1964. január 29-én írt jelentés szerint az Ötházpusztai 1. sz. barlang sziklájában lévő kaptárfülkékhez hasonló kaptárfülkék vannak a Zelezna Baba-barlang sziklájában. Kovács Tibor 1966-ban gyűjtött a barlangban valószínűleg késő bronzkori, vastag falú, kihajló peremű töredékeket. Római kori egy korongolt, fekete tálperem, egy befésült díszítésű töredék és egy vízszintes, szürke fazékperem.
Az 1976-ban befejezett, Bertalan Károly által írt kéziratban, a barlang céduláján az olvasható, hogy a Zelezna Baba-barlang (Sóskúti barlang) Sóskúton (Budai-hegyek), Sóskút központjától 350°-ra, kb. 1 km-re, a település végén lévő Kálvária-hegy K-i részén, a malommal szemben, egy kőbánya peremén található. A 70 m hosszú barlang tektonikus repedés mentén hideg víz és meleg víz hatására jött végre. A kőbánya tárta fel és egy részét el is pusztította. A kézirat barlangot ismertető része egy kézirat alapján lett írva. A Bertalan Károly és Schőnviszky László által összeállított, 1976-ban megjelent Magyar barlangtani bibliográfia barlangnévmutatójában meg van említve a Fejér megyében lévő Sóskúton, a Kálvária-hegy K-i lejtőjén elhelyezkedő barlang Sós-kuti-barlang néven. A barlangnévmutatóban meg van említve 2 irodalmi mű, amelyek foglalkoznak a barlanggal.

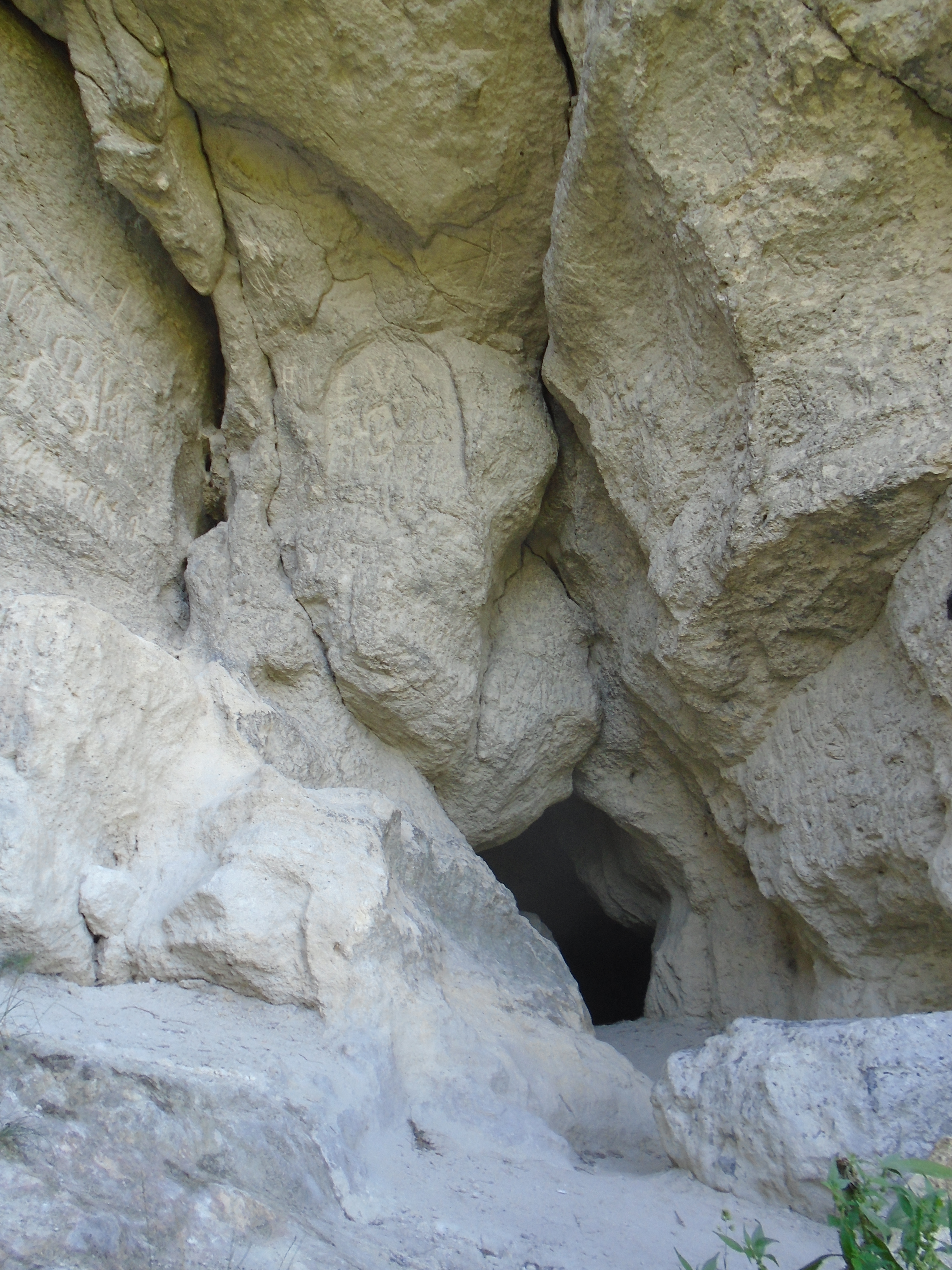
Zelezna Baba-barlang, a jobb oldali barlangág bejárata balról fényképezve

Az 1984-ben napvilágot látott, Magyarország barlangjai című könyv országos barlanglistájában szerepel a Budai-hegységben lévő barlang Zelezna Baba-barlang néven Sóskuti-barlang névváltozattal. A listához kapcsolódóan látható a Dunazug-hegység barlangjainak földrajzi elhelyezkedését bemutató 1:500 000-es méretarányú térképen a barlang földrajzi elhelyezkedése.
Az 1986-ban kiadott, Magyarország régészeti topográfiája című könyvben szó van arról, hogy Sóskúton, a Kálvária-hegy ÉK-i oldalát határoló mészkő sziklavonulat É-i végén régi kőbányára utaló faragott sziklafelületek figyelhetők meg. Itt van a bejárata a Babólyuknak (bánya, középkor?, barlang, késő bronzkor, római kor), amely a 26/12. sz. lelőhely. Kőbányászással le lett rombolva a barlang külső, kb. 15 m hosszú része. A barlang megmaradt része 2–3 m széles, kb. 1–1,5 m magas, két ága kb. 10–15 m hosszú. 1964-ben Mihály Péter a barlangbejárat előtt lévő, lejtős domboldalon cserepeket és embercsontokat szedett össze, amelyek előkerülési helye valószínűleg a barlang belső előterében kiásott, mély és szabálytalan alakú gödör. Minden bizonnyal az urnasíros kultúrához tartozik egy turbántekercses tálperem és egy urna válltöredéke, amelynek füle kerek átfúrású (Szentendrei Ferenczy Múzeum 76.195.1–2). Kovács Tibor 1966-ban talált a barlangban vastag falú, kihajló peremű töredékeket, amelyek valószínűleg szintén késő bronzkoriak (Magyar Nemzeti Múzeum RŐ 69.65.1–3). Római koriak a befésült díszítésű töredék, a szürke vízszintes fazékperem és a korongolt fekete tálperem (SZFM 76.195.3–5). A kiadványban van egy Sóskút térkép, amelyen megfigyelhető a Zelezna Baba-barlang földrajzi elhelyezkedése. A térképen 12-es számmal van jelölve a lelőhely.
Az Acheron Barlangkutató Szakosztály két tagja (Szabó Zoltán és Szabó Levente) 1989-ben felmérte a barlangot, majd a felmérés adatainak felhasználásával meg lett rajzolva a barlang alaprajz térképe és 5 keresztmetszet térképe. Az alaprajz térképen, amelynek használatához a térképlapon fel van tüntetve az É-i irány, megfigyelhető az 5 keresztmetszet elhelyezkedése a barlangban. A felméréskor, a barlang különböző helyeiről, néhány cserépedénydarab és csont került elő, amelyeket megvizsgáltattak a Magyar Nemzeti Múzeum Régészeti Osztályával, illetve a Magyar Nemzeti Múzeum Őslénytani Osztályával.
A csontokat Jánossy Dénes és Gasparik Mihály határozták meg. A leletek helyét regisztrálták a megtalálók és előkerülési hely alapján lettek azok csomagolva. A csontok egy része pleisztocén, a cseréptöredékek pedig vaskoriak. Az Acheron Barlangkutató Szakosztály jelentésében található összefoglaló szerint a barlang 63 m hosszú. A jelentésben lévő részletes leírás szerint a barlang 62 m hosszú. Az Acheron Barlangkutató Szakosztály 1990. évi kutatási jelentéséhez mellékelve lett két fénykép, amelyeken a barlang látható.

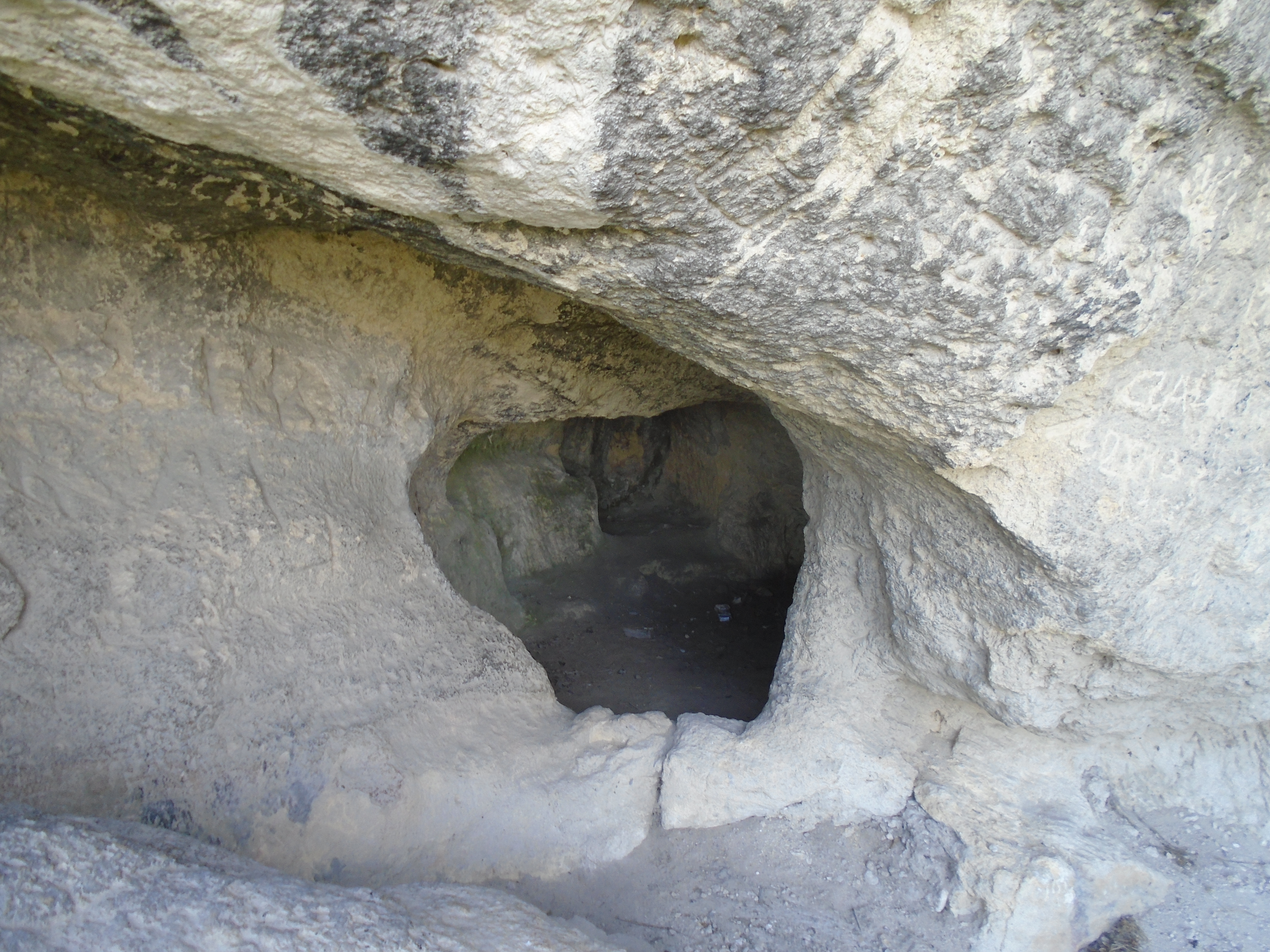
Zelezna Baba-barlang, Remény-ág eleje

Az 1990. évi Karszt és Barlangban az olvasható, hogy a szakosztály feltérképezte a 62 m hosszú Zelezna Baba-barlangot. Az 1992. évi Karszt és Barlangban kiadott beszámoló szerint a szakosztály tagjai bontással egy kicsit növelték a barlang hosszát. Az 1992. évi MKBT Műsorfüzetben megjelent ismertetés szerint az 1989-ben térképezett, Budai-hegységben található, 70 m hosszú barlang a szakosztály által térképezett jelentősebb barlangok közül az egyik. A 2002. október 5-én készült, Kraus Sándor által írt kéziratban az olvasható, hogy a részletesen felmért barlang kb. 250 m³ térfogatú, 63 m hosszú, 46 m vízszintes kiterjedésű, 10,8 m függőleges kiterjedésű, 2 m magas és 8,8 m mély. Kraus Sándor 2002. október 5-én, a Kupola-teremben 11,9 °C levegő-hőmérsékletet mért. Szabadon látogatható.
A Duna–Ipoly Nemzeti Park Igazgatóság működési területén, a Budai-hegységben elhelyezkedő és 4720/8 kataszteri számú Zelezna Baba-barlang, 2006. február 28-tól, a környezetvédelmi és vízügyi miniszter 8/2006. KvVM utasítása szerint, megkülönböztetett védelmet igénylő barlang. A Duna–Ipoly Nemzeti Park Igazgatóság működési területén lévő és 4720-8 kataszteri számú Zelezna Baba-barlang, 2012. február 25-től, a vidékfejlesztési miniszter 4/2012. (II. 24.) VM utasítása szerint, megkülönböztetetten védett barlang. 2013. augusztus 12-től a belügyminiszter 43/2013. (VIII. 9.) BM rendelete szerint a Pest megyei, sóskúti, 4720-8 barlangkataszteri számú és 11446 lelőhely-azonosítójú Zelezna Baba-barlang régészeti szempontból jelentős barlangnak minősül.

## További irodalom
- M. A. (Marosi Arnold): Sóskút régészeti adatai. Székesfehérvári Szemle, 1936. (6. köt.) 109. old.
- –: SZFM Adattára 1163. Kézirat. (A kézirat megtalálható a szentendrei Ferenczy Múzeumban.)